# Serpula concharum
Serpula concharum är en ringmaskart som beskrevs av Langerhans 1880. Serpula concharum ingår i släktet Serpula och familjen Serpulidae. Arten har ej påträffats i Sverige. Inga underarter finns listade i Catalogue of Life.